# Onthophagus dicranius
Onthophagus dicranius är en skalbaggsart som beskrevs av Bates 1887. Onthophagus dicranius ingår i släktet Onthophagus och familjen bladhorningar. Inga underarter finns listade i Catalogue of Life.